# Осаулко, Василий Иванович
Василий Иванович Осаулко (род. 5 февраля 1929, теперь Винницкая область — ?)  — украинский советский деятель, новатор производства, сталевар Енакиевского металлургического завода Сталинской (Донецкой) области. Депутат Верховного Совета УССР 5-6-го созывов. Герой Социалистического Труда (22.03.1966).

## Биография
Родился в крестьянской семье. В 16-летнем возрасте был «мобилизован» на обучение в группу сталеваров школы фабрично-заводского обучения (ФЗО) № 12 при Енакиевском металлургическом заводе Сталинской области.
С конца 1940-х годов — подручный сталевара, сталевар, мастер, заместитель начальника мартеновского цеха Енакиевского металлургического завода Сталинской (Донецкой) области.
Бригада сталеваров, возглавляемая Василием Осаулко, достигла съёма 7,26 тонн стали с одного квадратного метра пода печи и сократила продолжительность каждой плавки на 25 минут. Это позволило выплавить сверх плана 540 тонн металла. В сентябре 1959 года бригада Осаулко завоевала звание коллектива коммунистического труда.
После выхода на пенсию ещё двадцать лет проработал в кислородном цехе Енакиевского металлургического завода.
Потом — на пенсии в городе Енакиево Донецкой области.

## Награды
- Герой Социалистического Труда (22.03.1966)
- орден Ленина (22.03.1966)
- орден Трудового Красного Знамени
- ордена
- медаль «За восстановление чёрной металлургии»
- медали